# بني مودود
بني مودود هي بلدية في منطقة بلنسية في إسبانيا.